# Дезоксирибонуклеотид
Дезоксирибонуклеотидът е мономер или отделната градивна единица, на ДНК. Всеки дезоксирибонуклеотид се състои от три части: нуклеотидна база, монозахарид дезоксирибоза и една фосфатна група. Нуклеотидната база винаги е свързана с въглеродния 1' атом от дезоксирибозата, която се отличава от рибозата от наличието на водороден атом при 2' въглерода, вместо една -OH група. Фосфатните групи се свързват с въглеродния 5' атом на дезоксирибозата.
Когато дезоксинуклеотидите полимеризират (поликондензират) за да образуват ДНК, фосфатната група от единия нуклеотид се свързва за 3' въглеродния атом на другия нуклеотид, образувайки фосфодиестерна връзка чрез дехидратиране (кондензация). Новите нуклеотиди винаги са добавят към 3' въглерода на последния нуклеотид, така че синтез винаги протича в посока от 5' към 3'.
- Аденинов дезоксинуклеотид
- Цитозинов дезоксинуклеотид
- Гуанинов дезоксинуклеотид
- Тиминов дезоксинуклеотид